# Die Wandlung (Monatszeitschrift)
Die Wandlung war eine von November 1945 bis Herbst 1949 in Heidelberg
erscheinende Monatszeitschrift. Sie wurde von dem Philosophen Karl Jaspers, dem Politikwissenschaftler Dolf Sternberger, dem Romanisten Werner Krauss und dem Kultursoziologen Alfred Weber gegründet. Die Publikation, direkt nach der Zeit des Nationalsozialismus, sollte zur geistigen Erneuerung der Deutschen (nicht nur) in den Westzonen beitragen. Als Herausgeber fungierte Dolf Sternberger.
Autoren waren u. a. Hannah Arendt, T. S. Eliot, Karl Jaspers, Marie-Luise Kaschnitz, Werner Krauss, Dolf Sternberger, Gerhard Storz, Wilhelm E. Süskind, Alfred Weber und Viktor von Weizsäcker. Außerdem enthielten die Ausgaben Dokumente der Zeitgeschichte, insbesondere des Nationalsozialismus.
Im Geleitwort zur ersten Ausgabe schrieb Karl Jaspers, dass es nach dem Nationalsozialismus keine gültigen, alles verbindenden Normen gebe. Er wolle es wieder wagen, verantwortlich zu sein, sich denkend in dieser ungeheuren Not zurechtzufinden. Dazu werde Erinnerung nicht genügen. Den Schwerpunkt der neuen Zeitschrift wollte er nicht auf die Geschichte, sondern auf das Gegenwärtige und die Zukunft legen. Nach den Erfahrungen mit der nationalsozialistischen Ideologie betonte Jaspers: „Wir machen kein Programm.“ Schlüsselbegriffe waren: geistige Erneuerung, Verantwortung, Freiheit und Humanismus.
Achtundzwanzig sprachkritische Beiträge von Sternberger, Storz und Süskind wurden 1957 unter dem Titel Aus dem Wörterbuch des Unmenschen in Buchform veröffentlicht, in der dritten Auflage 1967 enthielt das Wörterbuch 33 Begriffe.
Die Romanistin Patricia Oster untersuchte den Jg. 1946 der Zeitschrift und konstatiert: Die Wandlung ist vom Diskurs eines radikalen Bruchs mit der Vergangenheit geprägt, während „Lancelot“ die Kontinuität des französischen kulturellen Erbes, aber auch einer gewissen humanistischen Tradition Deutschlands hervorhebt. In dieser Reibung zwischen zwei gegensätzlichen Zeitschriften-Konzeptionen entsteht ein Potenzial deutsch-französischer Verständigung.